# Landesvereinigung der Milchwirtschaft Niedersachsen

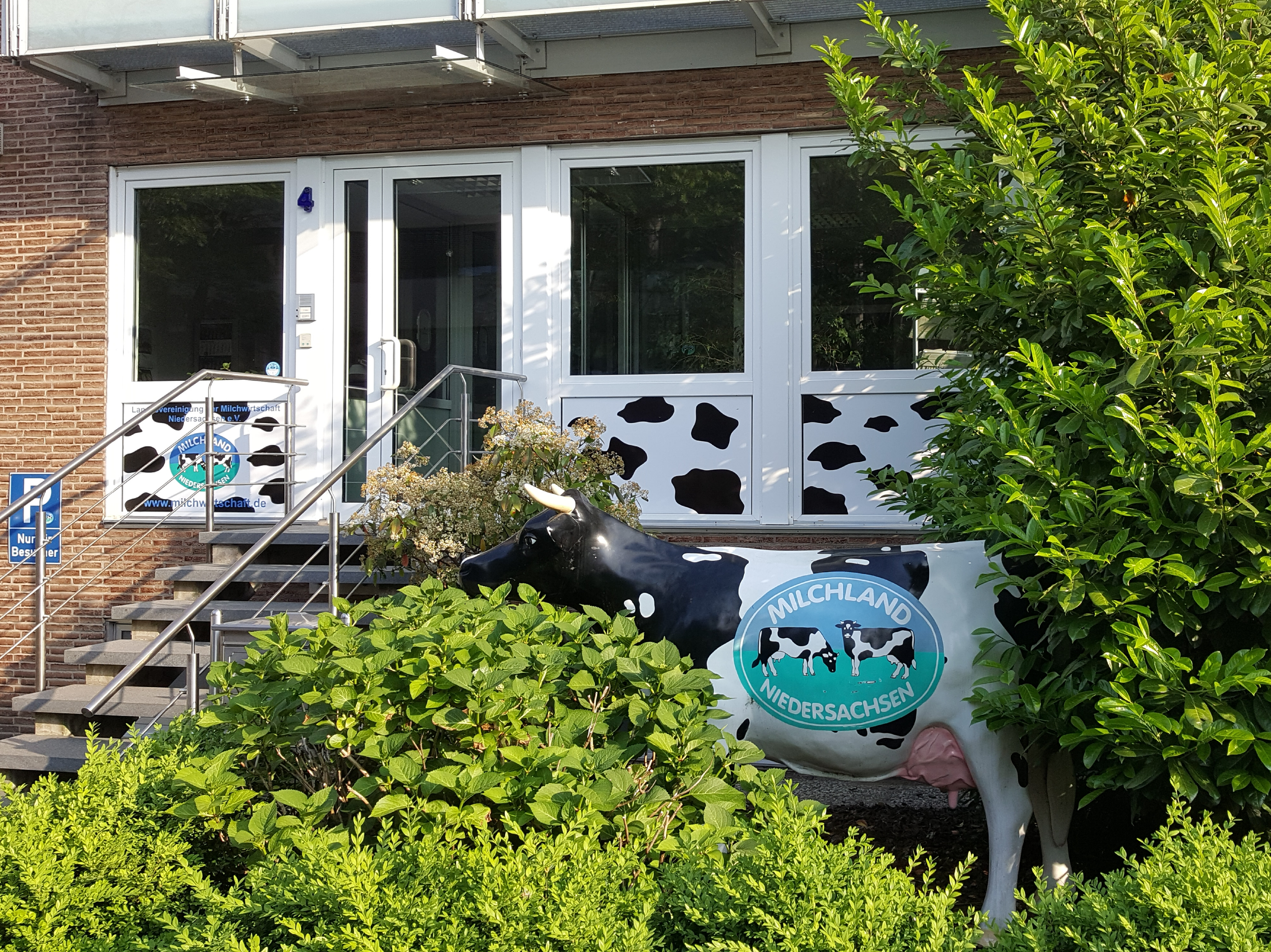
Geschäftsstelle der Landesvereinigung der Milchwirtschaft Niedersachsen im Zooviertel Hannover

Die Landesvereinigung der Milchwirtschaft Niedersachsen e. V. mit Sitz in Hannover ist ein im Jahr 1973 gegründeter eingetragener Verein, in dem alle Verbände und Organisationen zusammengeschlossen sind, die sich durch Erzeugung, Verarbeitung, Handel und Verbrauch an der niedersächsischen Milchwirtschaft beteiligen.

## Aufgaben
Durch Initiativen wie der Kälberinitiative Niedersachsen, die  Klimaplattform Milch, das  Rohmilchmonitoring oder das Video-Portal My KuhTube stellt die LVN Informationen zu gesellschaftlich und milchwirtschaftlich relevanten Themen rund um Klima, Tierwohl, Kreislaufwirtschaft und Ernährung bereit.
Die LVN ist auch mit Projekten und pädagogischen Begleitmaßnahmen sowie Bildungsmaterialien im Bereich Schulmilch aktiv.

## Der Milchlandpreis
Sie vergibt seit 2001 jährlich die Goldene Olga, eine Auszeichnung für nachhaltiges Wirtschaften und transparente Produktion der milcherzeugenden landwirtschaftlichen Betriebe in Niedersachsen. Der Sieger darf sich im jeweiligen Jahr „Bester Milcherzeuger Niedersachsens“ nennen. Das Preisgeld beträgt 3500 €. Sichtbares Zeichen der Auszeichnung ist eine lebensgroße goldene Kuh mit dem Namen Olga, die am Hofeingang platziert werden kann. Als weitere Preise werden die Silberne Olga und die Bronzene Olga vergeben mit einem Preisgeld von 2000 € bzw. 1500 €.
Seit 2022 wird der Milchlandpreis um den Niedersächsischen Klima-Sonderpreis ergänzt. Diese Auszeichnung erhält der Betrieb, der sich bei der Begutachtung hinsichtlich Aktivitäten im Bereich Klimaschutz besonders hervorhebt. Zu den Bewertungskriterien gehören der CO2-Fußabdruck des Betriebes, die Nutzung energiesparender Technik sowie die Erzeugung regenerativer Energie.